# Tistelfältblomfluga
Tistelfältblomfluga (Eupeodes bucculatus) är en tvåvingeart som först beskrevs av Camillo Rondani 1857.  Tistelfältblomfluga ingår i släktet fältblomflugor, och familjen blomflugor.
Artens utbredningsområde är Italien. Arten är reproducerande i Sverige. Inga underarter finns listade i Catalogue of Life.